# قلعة أبو الحصن
قلعة أبو الحصن هي قلعة صليبية قرب بلدة جون في إقليم الخروب. وتقوم هذه القلعة على سطح تلة بعلو 80 متراً عن مجرى نهر الأولي الذي يلتف حولها بشكل بيضاوي ويحولها إلى شبه جزيرة تحوطها المياه من مختلف الجهات ما عدا الجهة الجنوبية، حيث يقع المنفذ الوحيد إلى القلعة. وقد بنى الصليبيون هذه القلعة لتتحكم بالوادي وهي تشكل مع «شقيف تيرون» وقلعة «جزين» شبكة دفاعية من جهة البر، لحماية ممتلكات «بارونية صيدا» التابعة لمملكة بيت المقدس الصليبية؛ ويعود تاريخ بناء هذه القلعة إلى أوائل القرن الثاني عشر ميلادي.
ويذكر المؤرخ الصليبي وليم الصوري قلعة «Belhocem» أو قلعة «بيت الأحزان» في منطقة صيدا في معرض حديثه عن بطريرك بيت المقدس الذي كان محارباً مقداماً شارك في حصار مدينة صور التي سقطت بيد الصليبيين عام 1124م، وفي عام 1128 ذهب لنجدة حصن «Belhocem» الذي احتلته مجموعات من المسلمين، لكنه توفي أثناء الحصار.
كذلك، زار عالم الآثار الفرنسي دينان في العام 1936 القلعة المعروفة باسمها الصليبي أو قلعة «أبو الحصن» كما يسميها السكان المحليون وحدد موقعها ووصف أنقاضها، وقد قال: «ان الجزء الأكبر من القلعة بحالة سيئة، وهو من العهد العربي أو التركي ومع ذلك، فإن آثار اللمسات المعمارية للإفرنج بادية بوضوح».
وفي الجهة المقابلة للقلعة لجهة بلدة جون تقع تلة النقبة على الضفة الثانية للنهر، ويوجد فيها بقايا أبنية مهدمة ومنشآت عمرانية ويبدو أنها تعود إلى الحقبة التاريخية نفسها التي أنشئت فيها، وقد أنشئت لأغراض عسكرية ودفاعية من جانب الجماعات والدويلات التي حاربت الصليبيين.